# پالگامدا
پالگامدا (به لاتین: Pallegammedda) یک منطقهٔ مسکونی در سری‌لانکا است که در استان مرکزی (سری‌لانکا) واقع شده‌است.